# موكي
موكي (باليابانية: もっけ) مانغا يابانية من تأليف ورسم تاكاتوشي كوماكورا. صدرت المانغا في عام 2000. واقتبست إلى مسلسل أنمي تلفزيوني من إنتاج ستديو مادهاوس في عام 2007.

## القصة
تتحدّث القصّة عن فتاتين: الأخت الكبرى شيزورو طالبة في الثانوية تستطيع رؤية الأشباح أو ما يدعى باليوكاي،
أما أختها الصّغرى ميزوكي فسهلة المسِّ أو الاستحواذ من قِبلهم ولا تستطيع رؤيتهم بل تسمعهم فقط.
تعيّن على الأختين ترك والديهما وبدء حياة جديدة عند جدّيهما اللّذان يعيشان في الرّيف
للتعلّم أكثر كيفية التعامل مع هذه الظواهر الغريبة.

## الشخصيات
- شيزورو هيبارا (باليابانية: 檜原 静流)
- ميزوكي هيبارا (باليابانية: 檜原 瑞生)

## روابط أضافية
- (باليابانية) Official Web Site
- (باليابانية) Madhouse Site